# کیژکووو (استان لهستان بزرگ‌تر)
کیژکووو (به لهستانی:  Kierzkowo) یک روستا در لهستان است که در گمینا تژمشنو واقع شده‌است.